# Mireasă

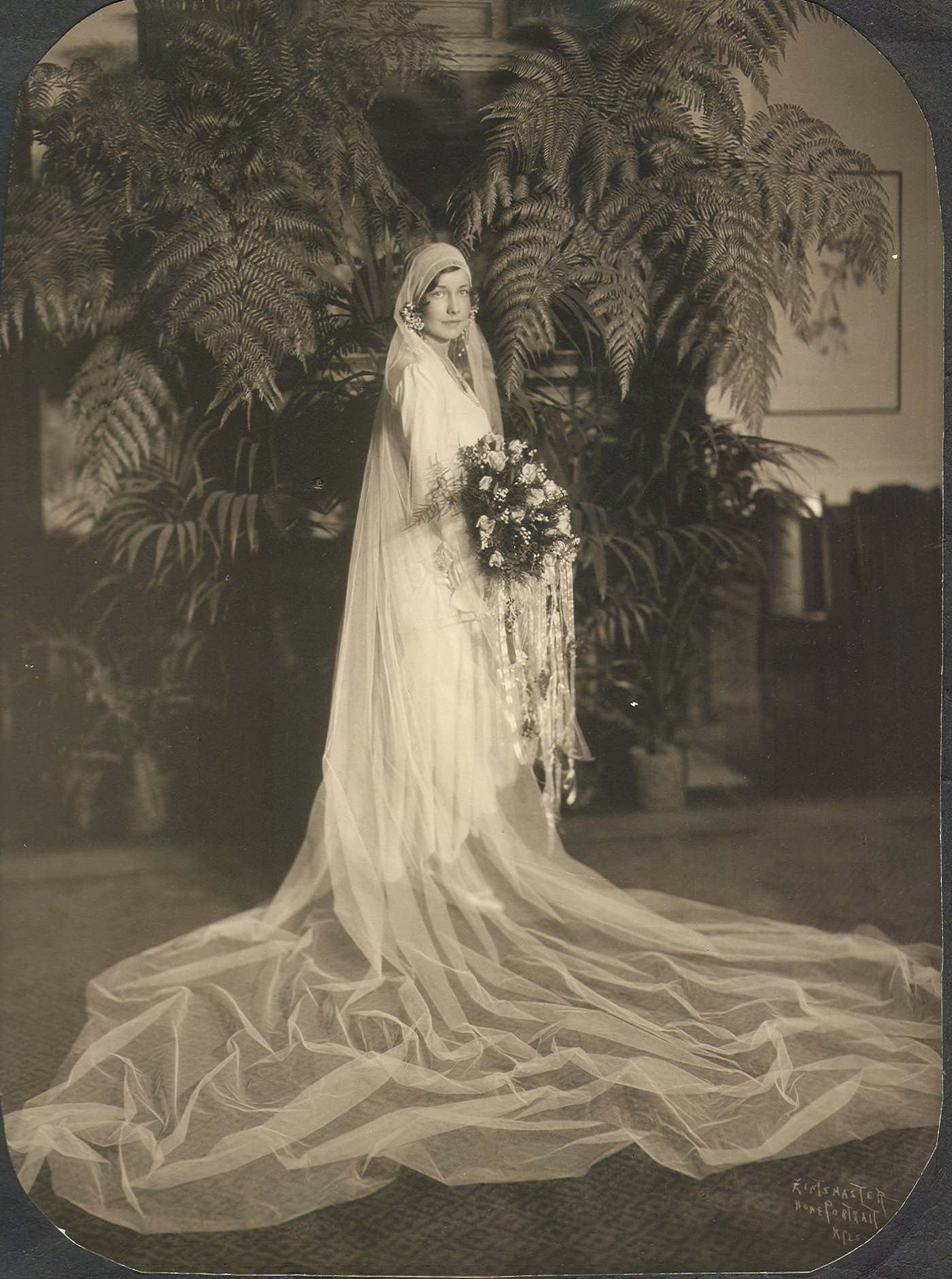
O mireasă într-o rochie lucrată migălos, Statele Unite ale Americii, 1929.

O mireasă este o femeie care urmează curând să se căsătorească sau care s-a căsătorit recent.
Atunci când se căsătorește, viitorul consort al miresei sau „soțul” este menționat, de obicei, ca mire. În cultura occidentală, o mireasă poate fi însoțită de una sau mai multe domnișoare de onoare.

## Ținută

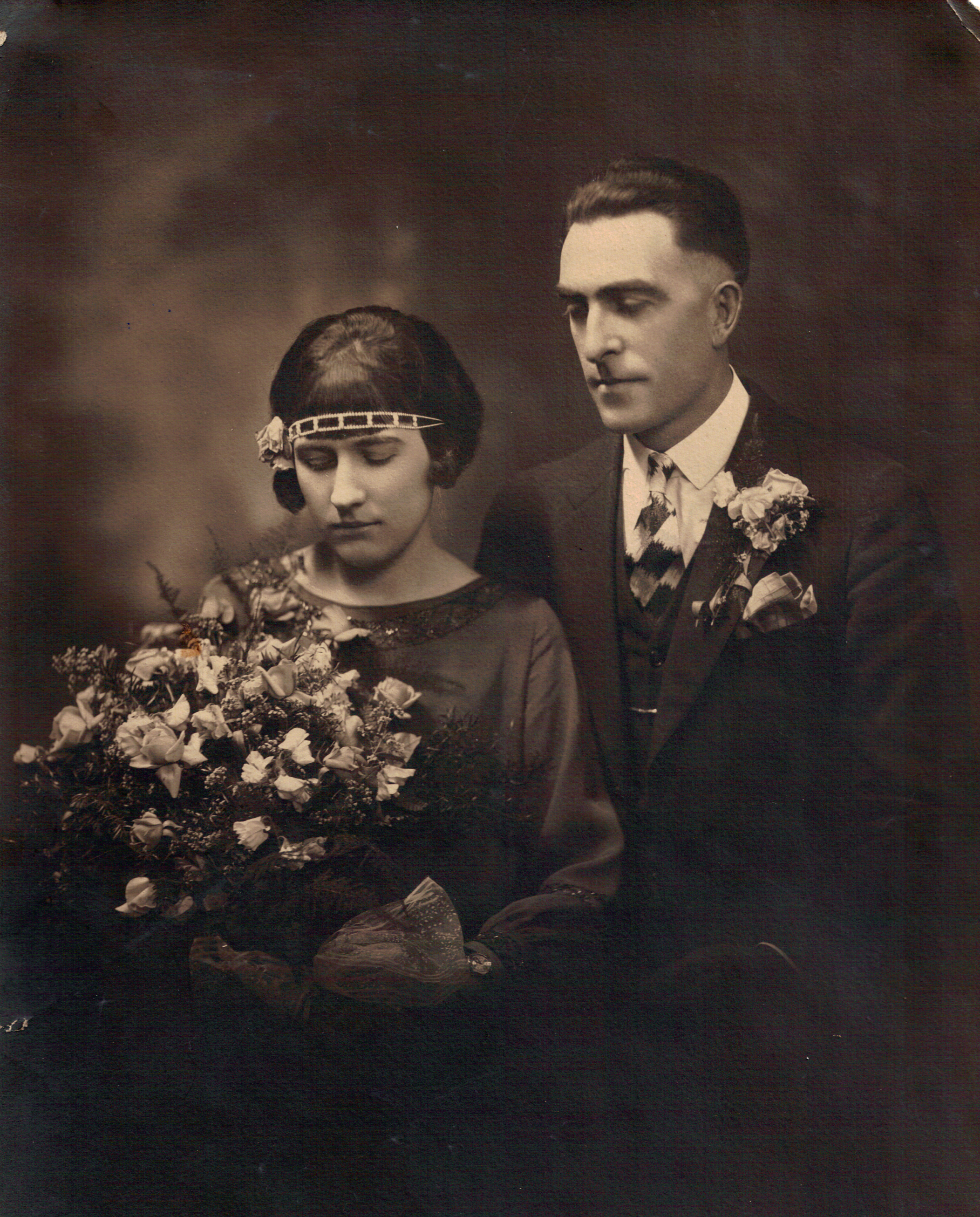
La începutul secolului al XX-lea, uneori chiar și mai târziu, precum în această fotografie din 1926, nu era neobișnuit să vezi o mireasa purtând o rochie de culoare închisă.

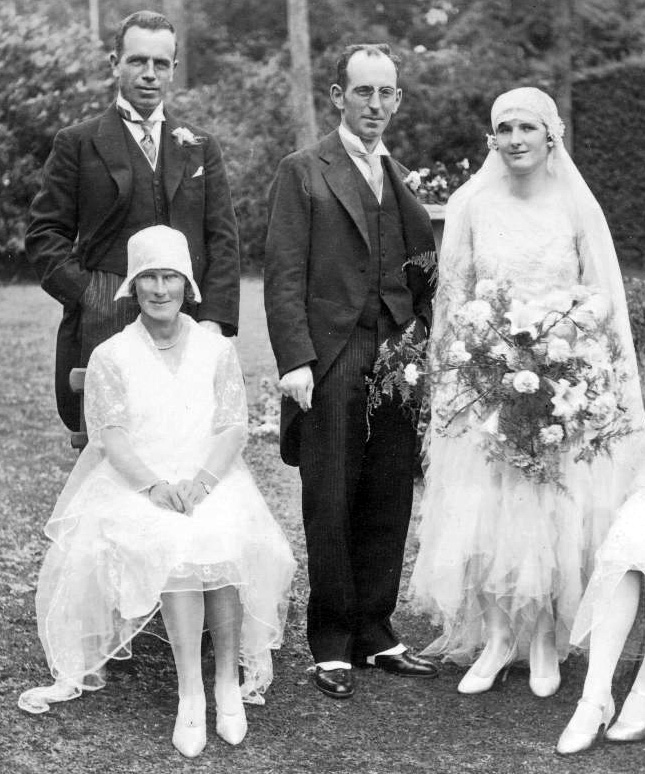
Femeia din extrema dreapta poartă o rochie tipică de mireasă din 1929. Până la sfârșitul anilor 1930 rochiile de mireasă erau realizate potrivit modei vremii. Începând din acel moment rochiile de mireasă au fost inspirate de rochiile de bal din perioada victoriană.

În Europa și America de Nord, ținuta tipică pentru o mireasă este o rochie formală și un voal. De obicei, în cazul nunții tradiționale, rochia de mireasă este cumpărată special pentru nuntă și nu poate fi purtată la alte evenimente festive ulterioare. Anterior, cel puțin până la mijlocul secolului al XIX-lea, mireasa purta, în general, rochia ei cea mai bună, indiferent de culoare, sau, dacă mireasa provenea dintr-o familie avută, o rochie făcută la comandă într-o culoare preferată.
În țările occidentale, în cazul primelor căsătorii, femeile care se măritau purtau de obicei o rochie de mireasă albă după o tradiție inaugurată de regina Victoria, care a purtat o rochie albă la nunta ei. La începutul secolului al XX-lea eticheta occidentală cerea ca rochia albă să nu fie purtată la o căsătorie ulterioară, din moment ce culoarea albă era considerată în mod eronat de unii ca un simbol antic al virginității, în ciuda faptului că purtarea veșmintelor albe reprezintă o evoluție destul de recentă a tradițiilor de nuntă și originea sa are mai mult de a face cu cheltuielile ostentative dintr-o eră când o rochie albă reprezenta un lux sau chiar o risipă din cauza dificultăților de spălare a ei. Astăzi, miresele occidentale poartă frecvent rochii albe, crem sau argintii indiferent de numărul căsătoriei; culoarea rochiei nu mai este o aluzie la trecutul sexual al miresei. În țările neoccidentale, miresele poartă cel mai frecvent o rochie națională. Rochiile de mireasă albe sunt neobișnuite și deosebit de rare în tradițiile asiatice, pentru că albul este culoarea doliului și a morții în aceste culturi. În multe culturi asiatice, miresele poartă de obicei rochii roșii, deoarece această culoare simbolizează vitalitatea și sănătatea și a fost asociată de-a lungul timpului cu miresele. Cu toate acestea, pot fi purtate în vremurile moderne alte culori. Indiferent de culoare, în cele mai multe culturi asiatice vestimentația miresei este deosebit de decorată, fiind de multe ori acoperită cu broderie, ciubuce sau fire de aur. În unele tradiții miresele pot purta mai mult de o ținută, ca, de exemplu, în Japonia, în unele părți din India și în anumite părți ale lumii arabe.
În plus față de rochii, miresele poartă de multe ori un voal și țin în mâini un buchet de flori, o mică bijuterie cum ar fi o monedă norocoasă, o carte de rugăciuni sau alte talismane. În țările occidentale, o mireasa poate purta „ceva vechi, ceva nou, ceva împrumutat și ceva albastru”; este, de asemenea, obișnuită purtarea unei poșete speciale care servea în unele tradiții pentru ținerea banilor.

## Vestimentația miresei (exemple)

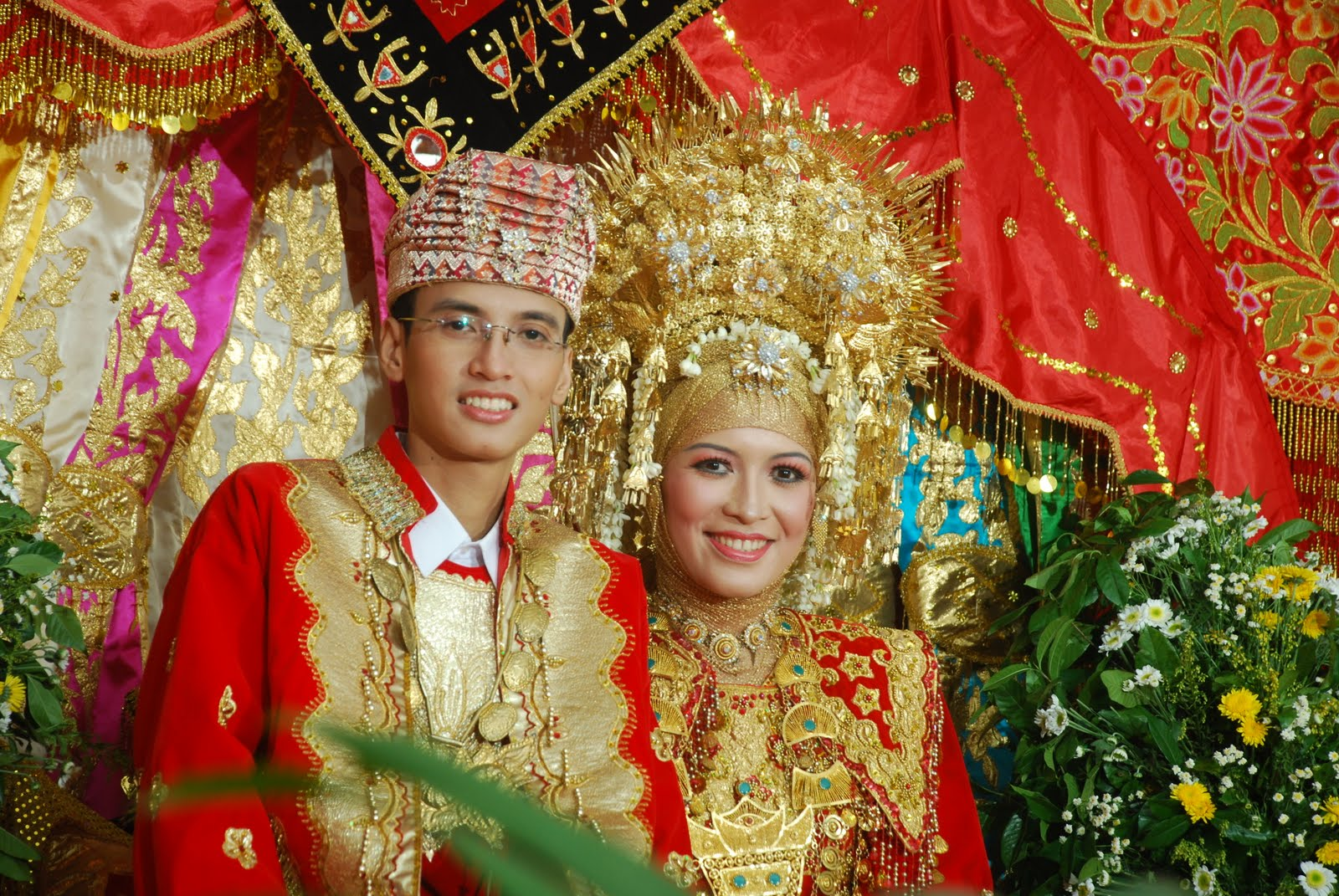
Mire și mireasă în vestimentație Minangkabau tradițională din Sumatra de Vest, Indonezia. Deoarece cultura este matriliniară, adică femeile au un statut special, mireasa poartă accesorii aurii care simbolizează bogăția regatului vechi.
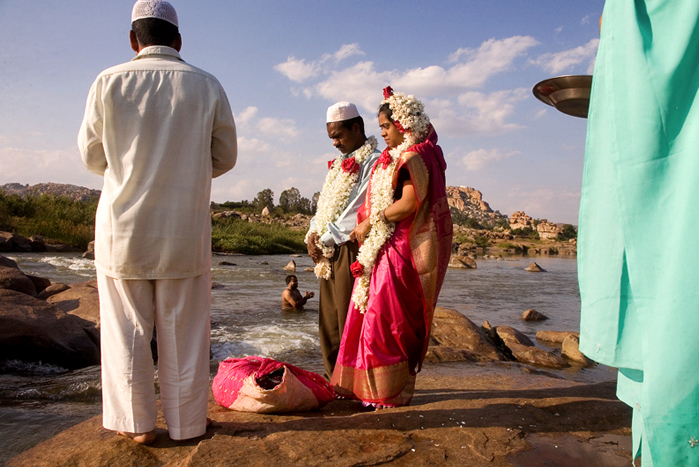
Mireasă musulmană indiană
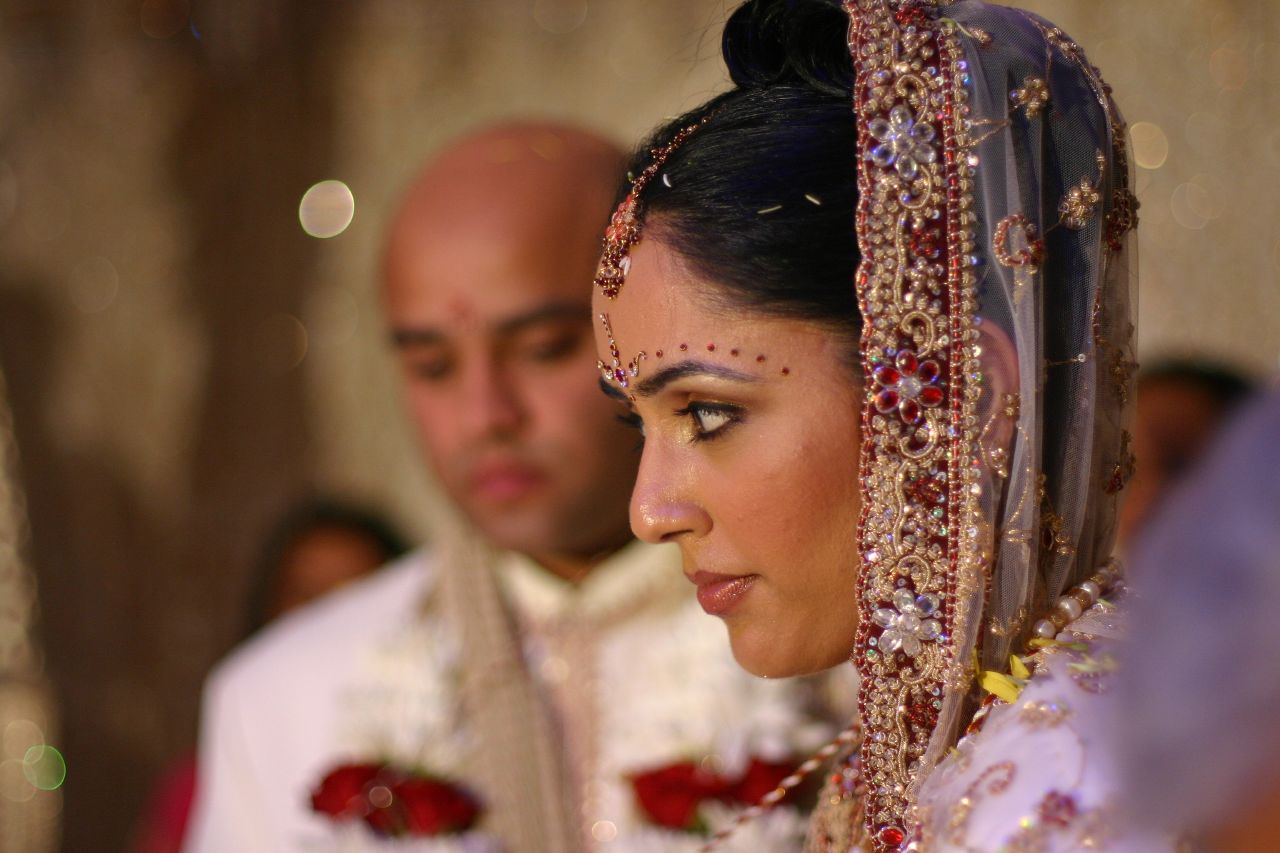
O mireasă indiană în timpul unei ceremonii de nuntă hindusă
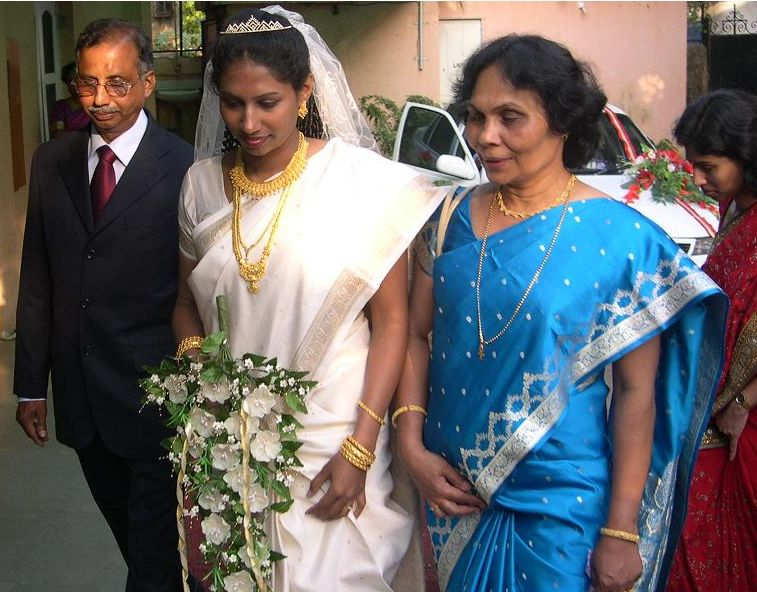
Mireasă creștină malaeziană îmbrăcată într-un sari alb
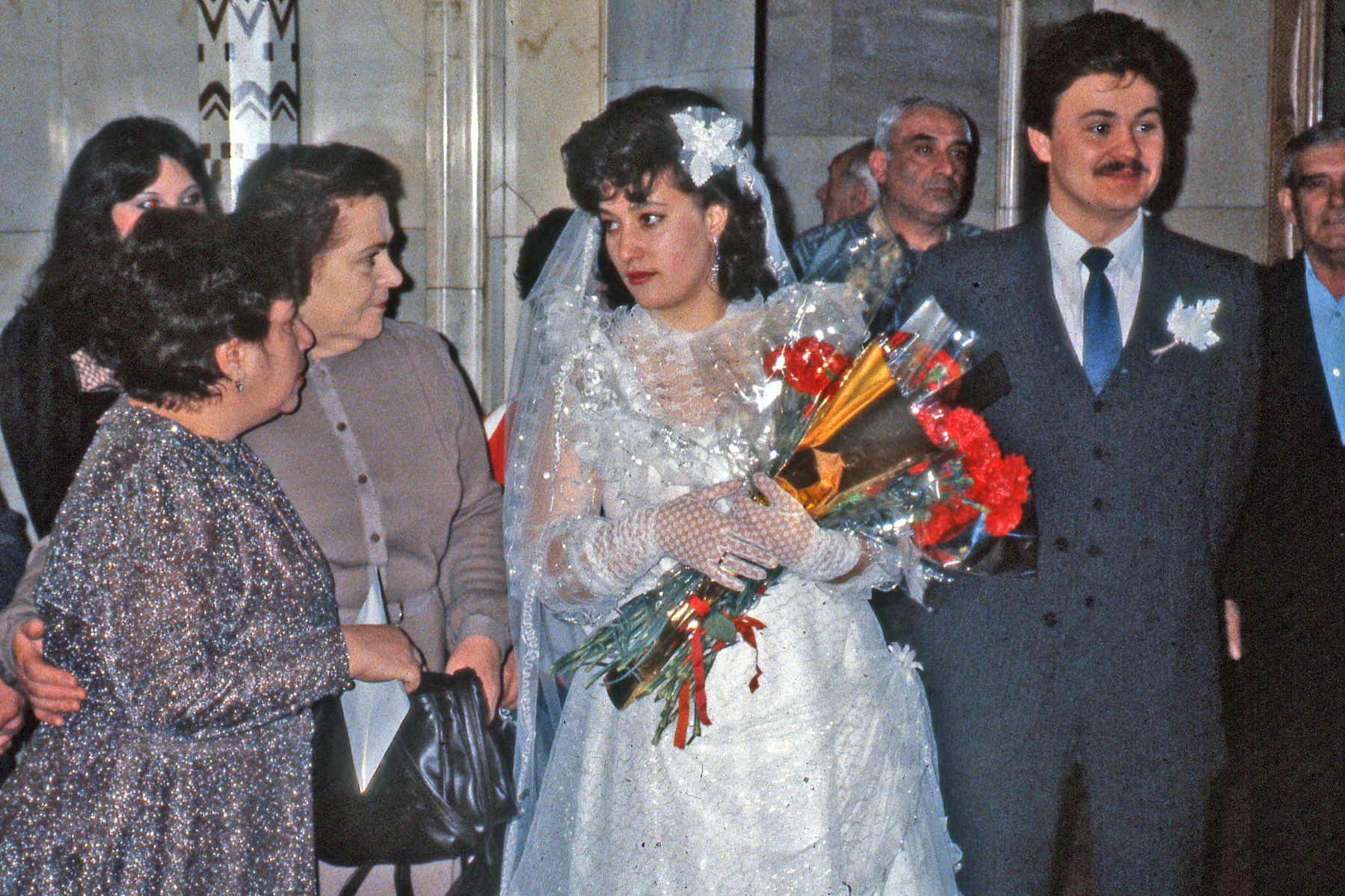
Mire și mireasă la Moscova, Rusia, 1990.
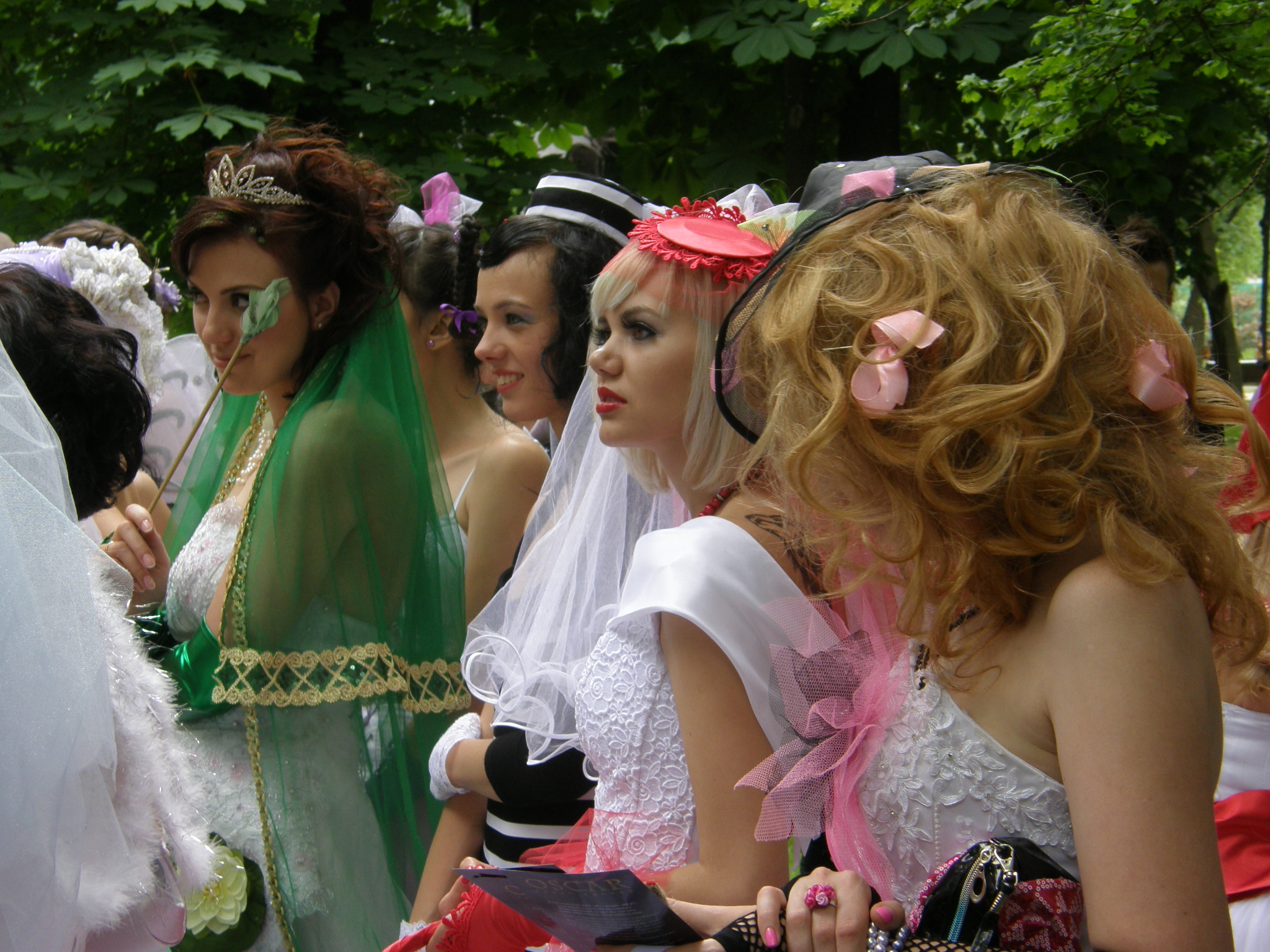
Parada mireselor la Donețk, Ukraine
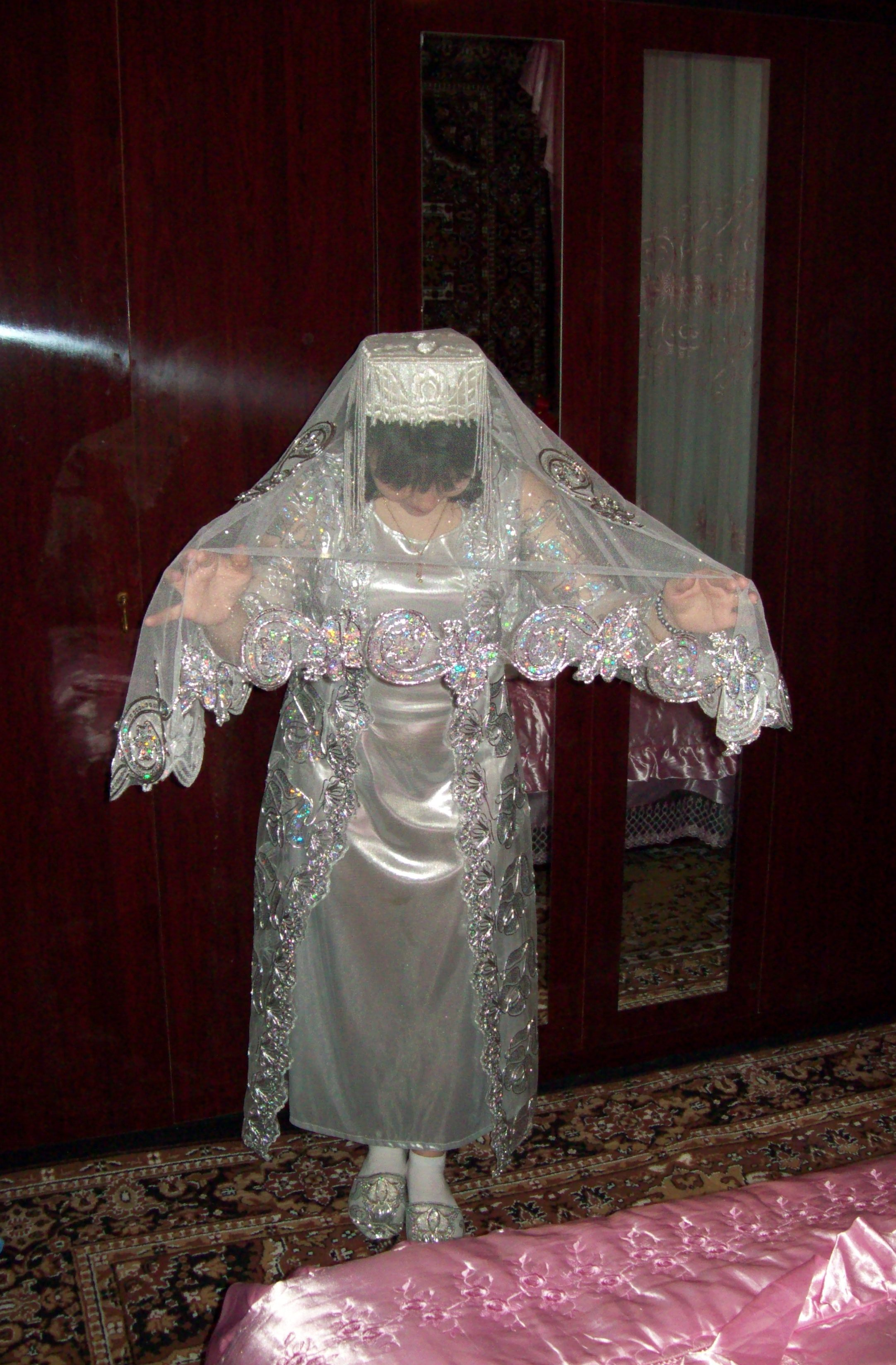
Mireasă uzbekă (Tașkent)
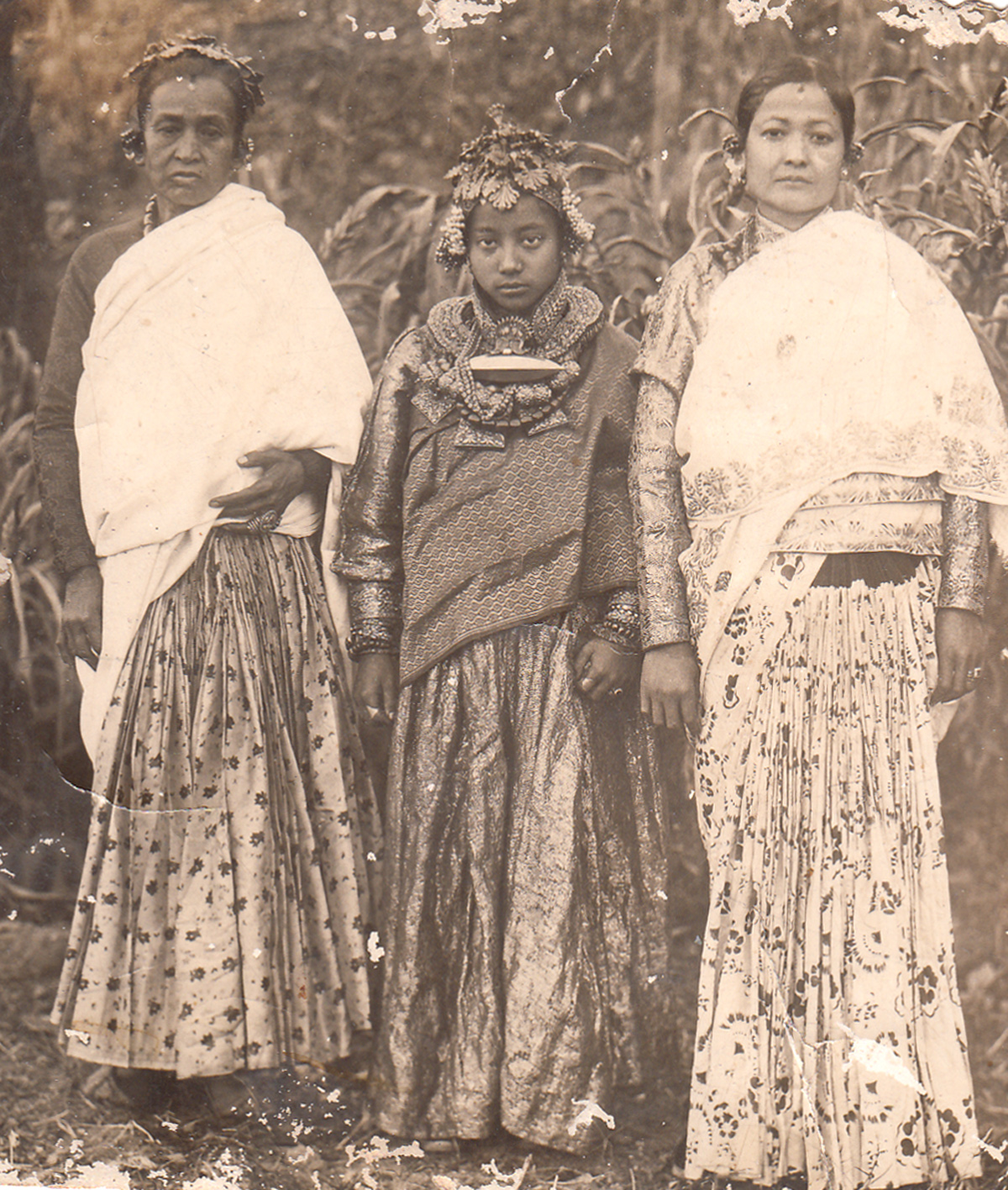
Mireasă nepaleză flancată de două femei în 1941
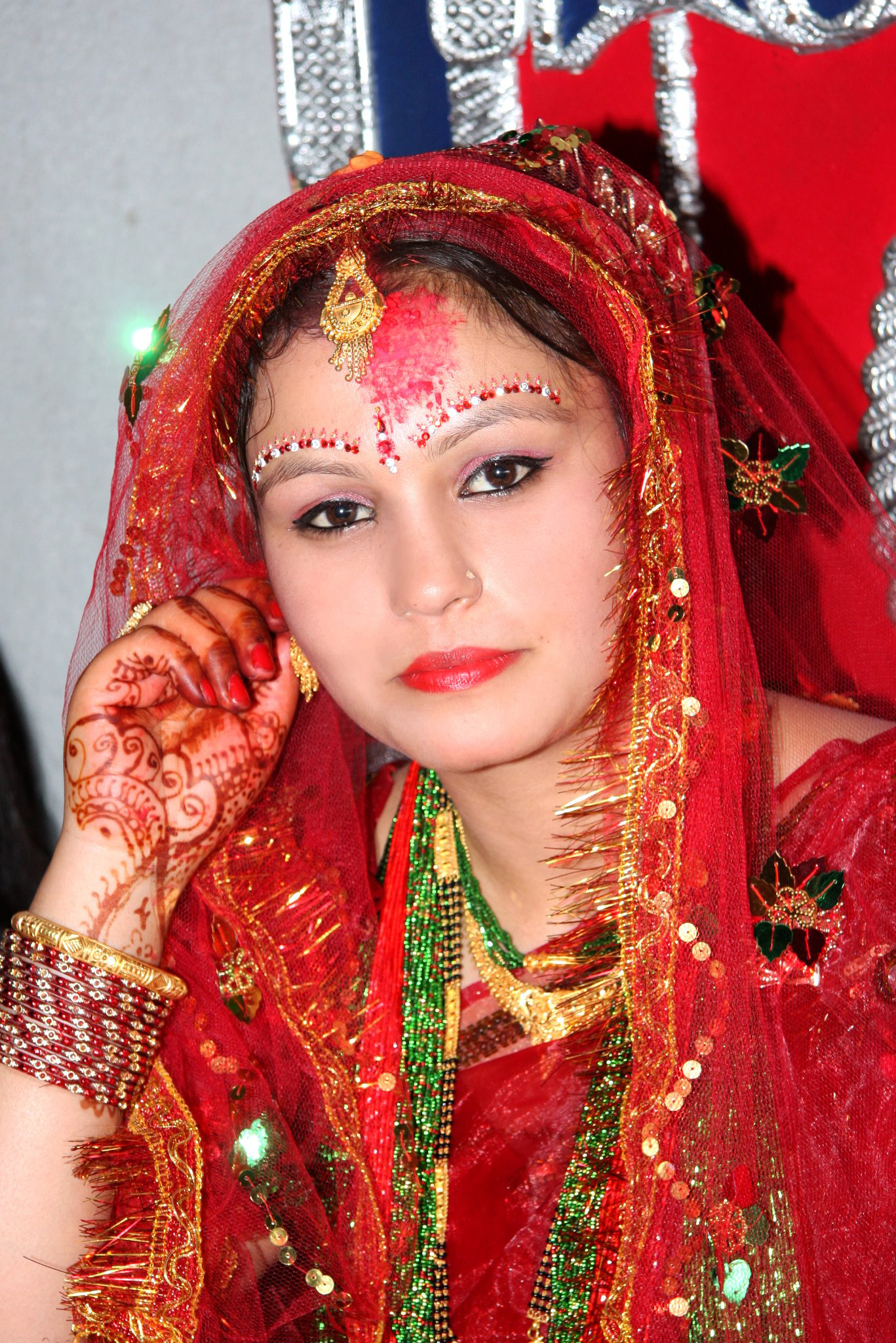
Mireasă hindusă nepaleză
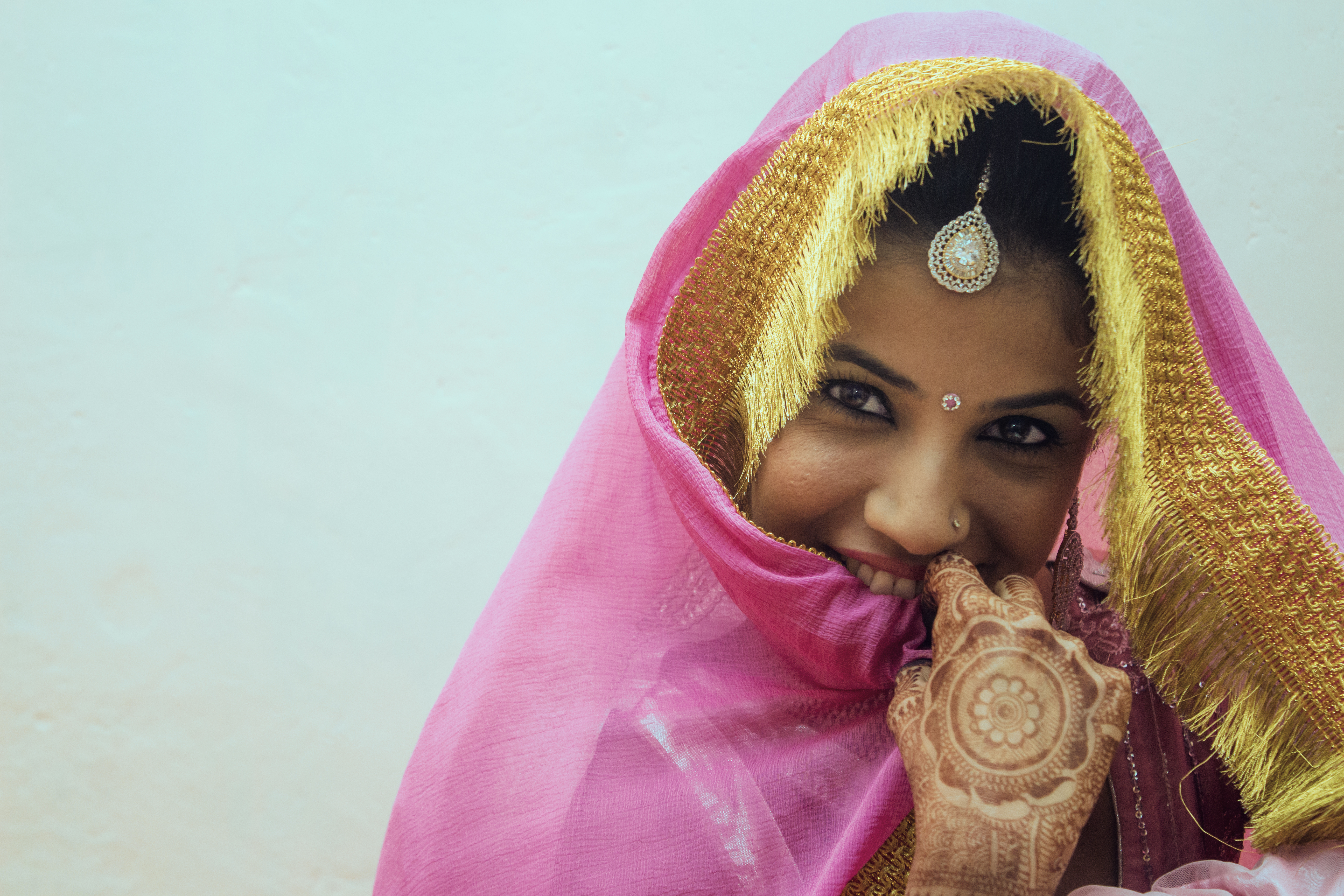
Mireasă indiană
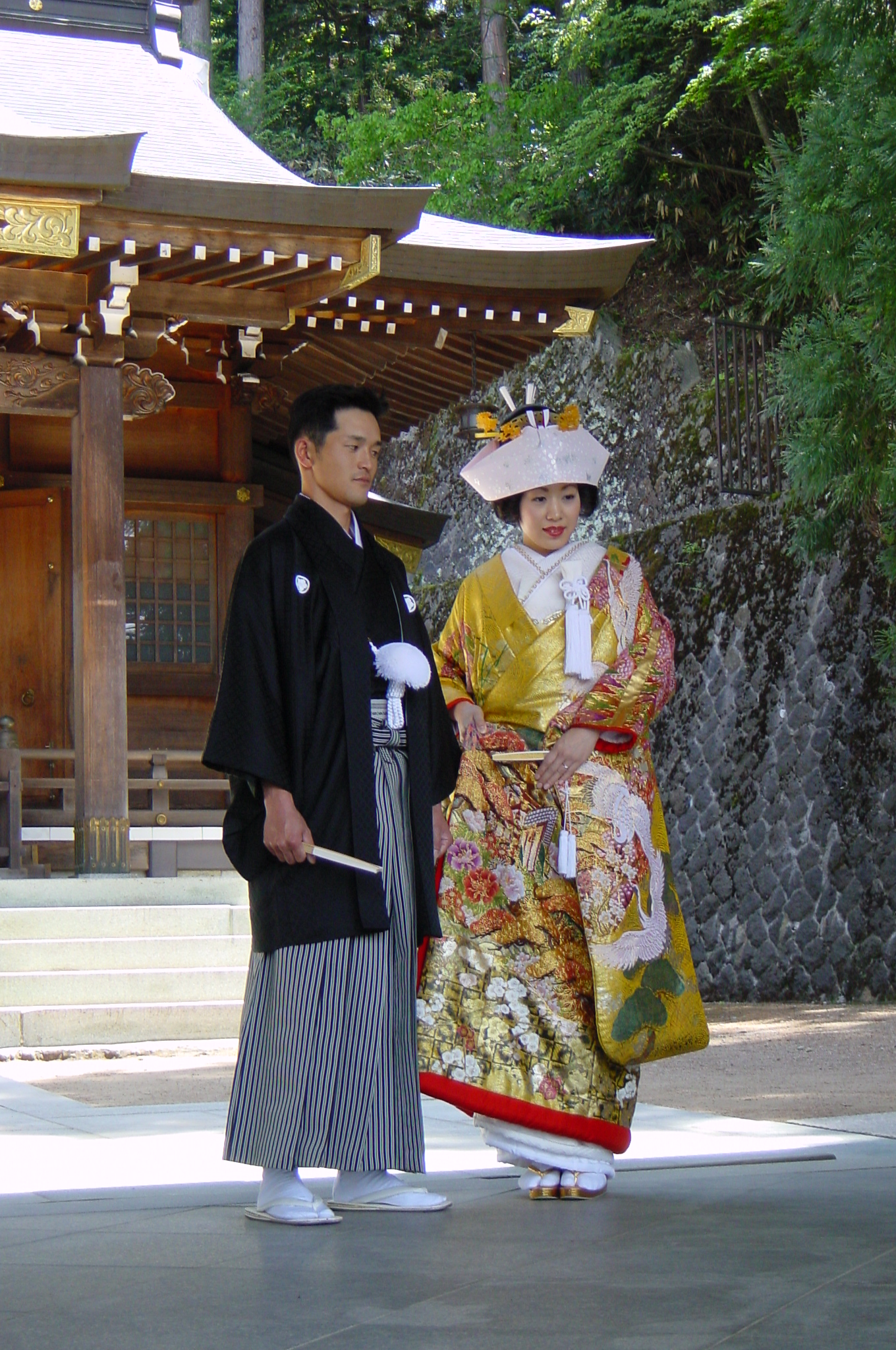
Mireasă la o nuntă șintoistă
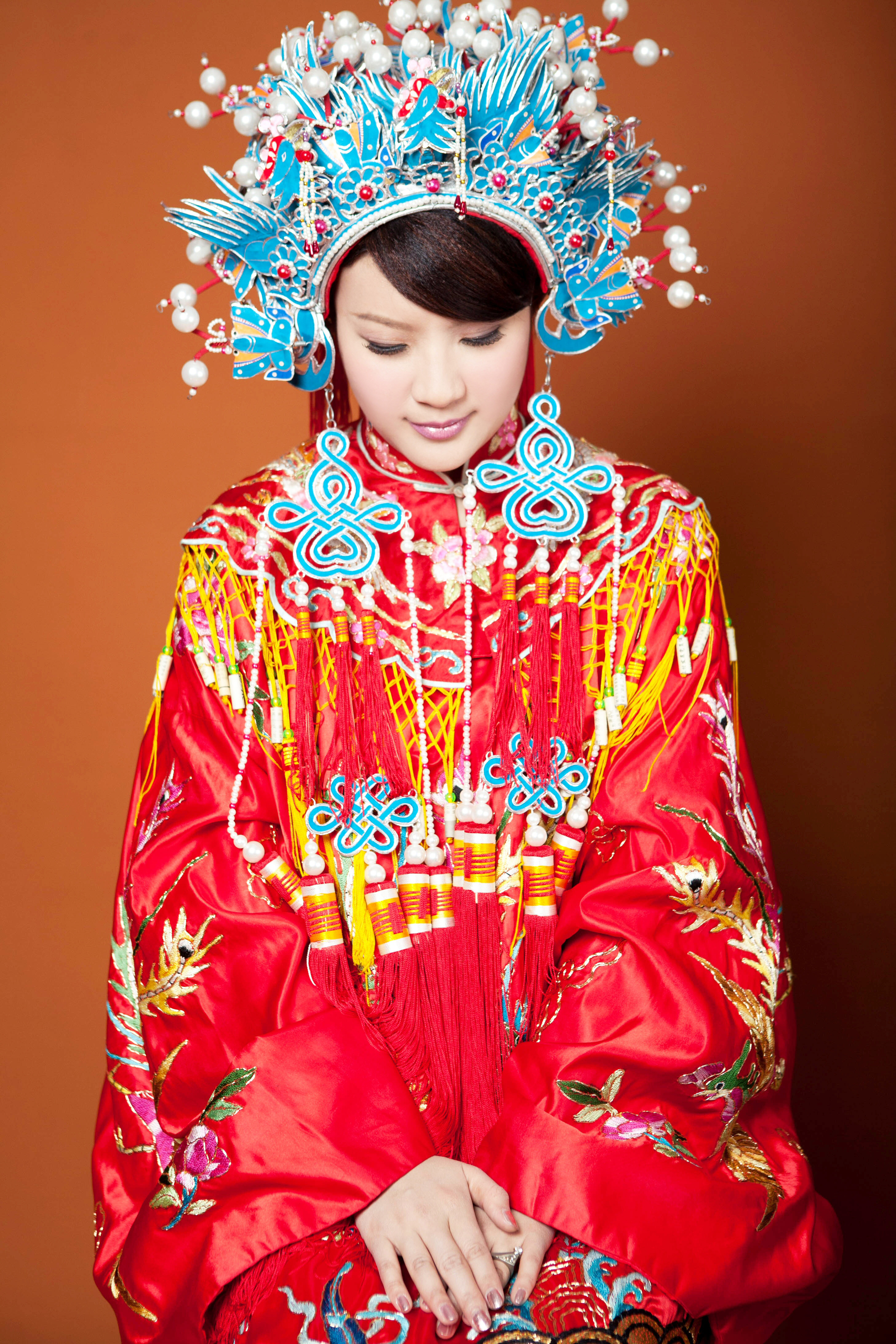
Rochie de mireasă chinezească în stilul tipic dinastiei Qing
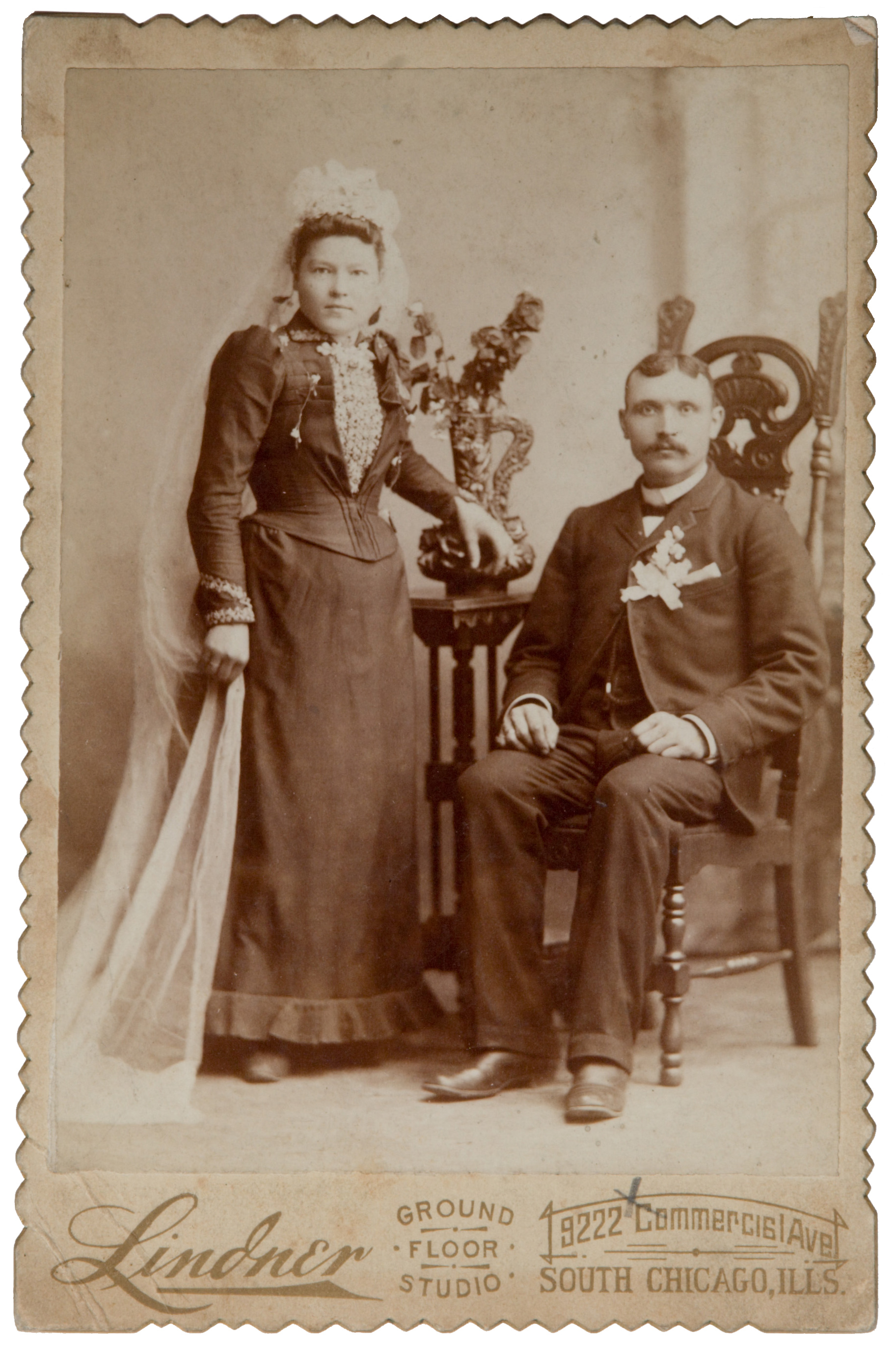
Mireasă americană din secolul al XIX-lea într-o rochie închisă la culoare
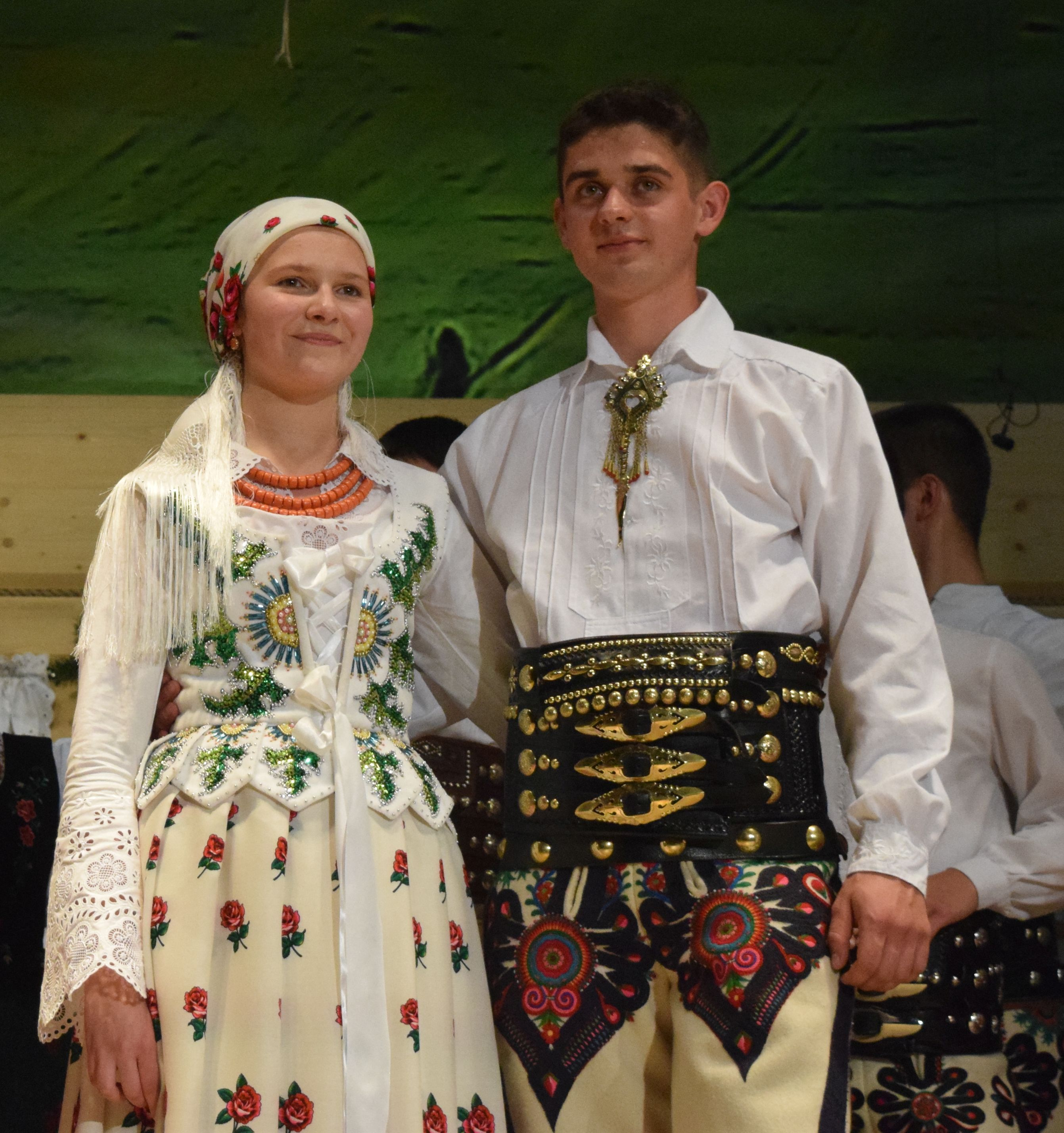
Mire și mireasă în costume tradiționale tipice muntenilor polonezi din zona Podhale